# 青森県伝統的工芸品の一覧
青森県が指定する伝統的工芸品の一覧。
青森県伝統的工芸品の一覧
- 津軽塗
- 津軽焼
- 八戸焼き
- 下川原焼土人形
- あけび蔓細工
- 津軽竹籠
- ひば曲物
- こぎん刺し
- 南部裂織
- 南部菱刺し
- 温湯こけし
- 大鰐こけし・ずぐり
- 弘前こけし・木地玩具
- 八幡馬
- 善知鳥彫ダルマ
- 津軽凧
- 津軽びいどろ
- 錦石
- 南部姫鞠
- えんぶり烏帽子
- きみがらスリッパ
- 目屋人形
- 津軽打刃物
- 津軽桐下駄
- 南部総桐箪笥
- 太鼓
- ねぶたハネト人形
- 津軽裂織